# Jan Jongbloed
Jan Jongbloed, född 25 november 1940 i Amsterdam, död 30 augusti 2023, var en nederländsk fotbollsspelare (målvakt) som spelade för AFC DWS, FC Amsterdam, Roda JC och Go Ahead Eagles.
Jan Jongbloed var med i Nederländernas VM-lag som tog silver 1974 och 1978. Han blev överraskande förstemålvakt framför Piet Schrijvers under VM-slutspelen. 1974 spelade han alla matcher och under VM 1978 de inledade tre gruppmatcherna och sedan finalen sedan Schrijvers skadat sig. Han blev även känd för det för målvakter ovanliga tröjnumret 8. Han debuterade i landslaget 1962 och spelade 24 landskamper åren 1962-1978. Han är med 717 matcher i Eredivisie den som spelat flest matcher i Nederländernas högstaliga.

### Fotnoter
1. ↑  Voormalig Oranje-doelman Jan Jongbloed op 82-jarige leeftijd overleden (nederländska)
2. ↑  Jan Jongbloed Statistics Arkiverad 31 augusti 2009 hämtat från the Wayback Machine. FIFA. läst 3 februari 2010.
3. ↑  Stokkermans, Karel (29 januari 2010). ”Jan Jongbloed - International Appearances”. RSSSF. http://www.rsssf.com/miscellaneous/jongbloed-intl.html.